# Jamantau
Jamantau (baškirsko Ямантау, rusko Ямантау) je gorski masiv v Rusiji, del Južnega Uralskega gorovja v ruski avtonomni republiki Baškortostan, ki se razprostira v smeri od jugovzhoda proti severozahodu v dolžini 5 km. Ima dva glavna vrhova, Veliki Jamantau (1640 m n. v.) in Mali Jamantau (1510 m n. v.), prvi je najvišji vrh Južnega Urala in Baškortostana. Območje je zaščiteno v sklopu naravnega rezervata Južni Ural. Ime Jamantau dobesedno pomeni »zla gora«.
Gora je znana predvsem zaradi trditev ameriških oblasti, da je v njej izvrtan obsežen podzemeljski kompleks ruske vlade ali vojske, podoben ameriški bazi v gori Cheyenne.

## Domnevni vojaški kompleks
Ameriška vlada trdi, da je v gori Jamantau veliko jedrsko oporišče, bunker ali oboje. Ameriški sateliti so po razpadu Sovjetske zveze posneli sledi obsežnih gradbenih del na pobočjih, ki so se nadaljevala do poznih 1990. let v času vlade Borisa Jelcina. Že v sovjetskih časih sta bili na tem območju zgrajeni dve vojaški postojanki, Beloreck-15 in Beloreck-16, morda pa tudi tretja, Alkino-2. Leta 1995 so bile združene v zaprto mesto Mežgorje (rusko Межгорье). V vsaki naj bi domovalo po 30.000 delavcev, oskrbujejo pa jih z močnimi železniškimi povezavami.
Ruska vlada ne daje informacij o aktivnosti na območju gore Jamantau, zato namen domnevnega podzemeljskega kompleksa javno ni znan. Uradni viri so namigovali, da naj bi bil v njem bodisi rudnik, bodisi skladišče, odlagališče jedrskih odpadkov ali pribežališče za državno vodstvo v primeru jedrske vojne, po mnenju ameriškega Ministrstva za obrambo pa naj bi bilo v njem poveljništvo ruskih jedrskih sil in bunker za vojaško vodstvo. Domneven megalomanski vojaški projekt zapleta odnose med Rusijo in ZDA v obdobju po hladni vojni, sploh v luči dejstva, da ZDA finančno pomagajo Rusiji pri programu krčenja jedrskega arzenala.

## Kulturne reference
Domnevno vojaško oporišče v gori Jamantau služi kot prizorišče v videoigrah Call of Duty: Black Ops, v kateri je baza za izmišljeno kemično orožje Nova 6, in Metro Exodus, v kateri ga po jedrski kataklizmi zavzame tolpa ljudožercev.